# Тренчени-Вальдапфель, Имре
Имре Тренчени-Вальдапфель (венг. Imre Trencsényi-Waldapfel; 16.06.1908, Будапешт — 03.06.1970, там же) — венгерский филолог-классик, историк религии, антиковед, переводчик.

## Биография
Окончил университет с докторской степенью по филологии (1932).
Профессор Будапештского университета, член Венгерской АН (1950, член-корреспондент 1949).

## Научная деятельность
Изучал историю религии, философии и эпоса. Был специалистом по древней мифологии, в том числе миф о Данае, мифами Золотого века, поэзии Гесиода, гомеровскому эпосу о Средней Азии, также казахскому эпосу. В своих исследованиях по истории он обращался к греческим, латинским и восточным источникам наряду с изобразительным искусством.

## Награды
- Лауреат литературной премии имени Баумгартена (1949).
- Лауреат Государственная премия Венгрии[венг.] (1970).

## Научные труды
- Erasmus és magyar barátai, Officina, Budapest, 1941.
- Humanizmus és nemzeti irodalom, Akadémiai Kiadó, Budapest, 1966.
- Mitológia, Gondolat, Budapest, 1968.